# Ambroise
Ambroise († nach 1196) war ein normannischer Trouvère und Chronist des Dritten Kreuzzugs.
Er nahm im Heer Richard Löwenherz’ am Dritten Kreuzzug teil und verfasste über seine Erlebnisse bis 1195 die Chronik Estoire de la guerre sainte. Ambroises Chronik war eine der Vorlagen für die später verfasste Itinerarium Peregrinorum et Gesta Regis Ricardi.